# Huitième circonscription du Val-de-Marne
La huitième circonscription du Val-de-Marne est l'une des 11 circonscriptions législatives françaises que compte le département du Val-de-Marne.

## Caractéristiques

### De 1967 à 1986
Ancienne Seizième circonscription de Seine-et-Oise.

### Depuis 1988
La huitième circonscription du Val-de-Marne comprend un territoire situé dans le nord du département, au sud et à l'est du bois de Vincennes, sur la rive droite de la Seine.
Elle regroupe 4 cantons :
- Charenton-le-Pont
- Joinville-le-Pont
- Maisons-Alfort-Nord
- Maisons-Alfort-Sud

Ces cantons correspondent à 4 communes :
- Charenton-le-Pont
- Joinville-le-Pont
- Maisons-Alfort
- Saint-Maurice

### Démographie
En 2012, la circonscription compte 113 349 habitants sur 10,97 km2 (soit 10 333 hab./km2). 73 789 personnes y sont inscrites sur les listes électorales.
La 8e circonscription est la 8e circonscription du Val-de-Marne au regard de la population (seules les 7e, 9e et 11e sont moins peuplées).
Avant 2010 et l'adjonction de Joinville-le-Pont, les habitants de la circonscription étaient sur-représentés à l'Assemblée nationale. En 1999, la 8e circonscription regroupait 90 409 habitants, la moyenne nationale étant de 105 600,.

### Historique
La circonscription est créée le 24 novembre 1986, lors du redécoupage électoral effectué cette année-là. Elle ne regroupe alors que les cantons de Charenton-le-Pont, Maisons-Alfort-Nord et Maisons-Alfort-Sud.
Le canton de Joinville-le-Pont est adjoint à la circonscription lors du redécoupage électoral de 2010 ; avant cette date, il appartenait à l'ancienne 7e circonscription, supprimée et répartie sur les circonscriptions voisines.

## Historique des députations
| Législature | Début de mandat | Fin de mandat  | Député            | Parti politique | Observations                                                                           |
| ----------- | --------------- | -------------- | ----------------- | --------------- | -------------------------------------------------------------------------------------- |
| IXe         | 23 juin 1988    | 1er avril 1993 | Alain Griotteray  | UDF             |                                                                                        |
| Xe          | 2 avril 1993    | 21 avril 1997  | Alain Griotteray, | UDF,            | Mandat écourté à la suite d'une dissolution parlementaire décidée par Jacques Chirac.  |
| XIe         | 12 juin 1997    | 18 juin 2002   | Michel Herbillon  | DL              |                                                                                        |
| XIIe        | 19 juin 2002    | 19 juin 2007   | Michel Herbillon, | UMP,            |                                                                                        |
| XIIIe       | 20 juin 2007    | 19 juin 2012   | Michel Herbillon  | UMP             |                                                                                        |
| XIVe        | 20 juin 2012    | 20 juin 2017   | Michel Herbillon  | UMP             |                                                                                        |
| XVe         | 21 juin 2017    | 21 juin 2022   | Michel Herbillon  | LR              |                                                                                        |
| XVIe        | 22 juin 2022    | 9 juin 2024    | Michel Herbillon  | LR              | Mandat écourté à la suite d'une dissolution parlementaire décidée par Emmanuel Macron. |
| XVIIe       | 8 juillet 2024  | En cours       | Michel Herbillon  | LR              |                                                                                        |

## Historique des élections

### Élections de 1967
| Candidat           | Candidat                   | Parti          | Premier tour | Premier tour | Second tour | Second tour |  |
| Candidat           | Candidat                   | Parti          | Voix         | %            | Voix        | %           |  |
| ------------------ | -------------------------- | -------------- | ------------ | ------------ | ----------- | ----------- |  |
|                    | Jean-Marie Poirier élu     | UD-Ve          | 22 101       | 34,67        | 30 450      | 50,31       |  |
|                    | Maxime Kalinsky            | PCF            | 20 571       | 32,27        | 30 074      | 49,69       |  |
|                    | Olivier Lefèvre d'Ormesson | CD (PDM)       | 11 109       | 17,42        | Retrait     | Retrait     |  |
|                    | Marius Faisse              | FGDS (SFIO)    | 9 973        | 15,64        | Retrait     | Retrait     |  |
|                    |                            |                |              |              |             |             |  |
| Inscrits           | Inscrits                   | Inscrits       | 78 079       | 100,00       | 78 070      | 100,00      |  |
| Abstentions        | Abstentions                | Abstentions    | 13 320       | 17,06        | 14 651      | 18,77       |  |
| Votants            | Votants                    | Votants        | 64 759       | 82,94        | 63 419      | 81,23       |  |
| Blancs et nuls     | Blancs et nuls             | Blancs et nuls | 1 005        | 1,55         | 2 895       | 4,56        |  |
| Exprimés           | Exprimés                   | Exprimés       | 63 754       | 98,45        | 60 524      | 95,44       |  |
| Source : Data.gouv |                            |                |              |              |             |             |  |

Le suppléant de Jean-Marie Poirier était Armand Vignal, ingénieur.

### Élections de 1968
| Candidat           | Candidat                         | Parti          | Premier tour | Premier tour | Second tour | Second tour |  |
| Candidat           | Candidat                         | Parti          | Voix         | %            | Voix        | %           |  |
| ------------------ | -------------------------------- | -------------- | ------------ | ------------ | ----------- | ----------- |  |
|                    | Jean-Marie Poirier sortant réélu | UDR (URP)      | 26 626       | 42,96        | 31 966      | 55,6        |  |
|                    | Maxime Kalinsky                  | PCF            | 18 392       | 29,68        | 25 525      | 44,4        |  |
|                    | Claude Cornette                  | CD (PDM)       | 6 845        | 11,04        |             |             |  |
|                    | Raymond Cuisinaud                | FGDS (SFIO)    | 4 621        | 7,46         |             |             |  |
|                    | Edmond Madaule                   | PSU            | 3 602        | 5,81         |             |             |  |
|                    | Marcel Gaudfroy                  | MPR            | 1 042        | 1,68         |             |             |  |
|                    | Daniel Derasse                   | TD             | 847          | 1,37         |             |             |  |
|                    |                                  |                |              |              |             |             |  |
| Inscrits           | Inscrits                         | Inscrits       | 77 792       | 100,00       | 77 787      | 100,00      |  |
| Abstentions        | Abstentions                      | Abstentions    | 15 159       | 19,49        | 18 013      | 23,16       |  |
| Votants            | Votants                          | Votants        | 62 633       | 80,51        | 59 774      | 76,84       |  |
| Blancs et nuls     | Blancs et nuls                   | Blancs et nuls | 658          | 1,05         | 2 283       | 3,82        |  |
| Exprimés           | Exprimés                         | Exprimés       | 61 975       | 98,95        | 57 491      | 96,18       |  |
| Source : Data.gouv |                                  |                |              |              |             |             |  |

Le suppléant de Jean-Marie Poirier était Armand Vignal.

### Élections de 1973
| Candidat           | Candidat                   | Parti          | Premier tour | Premier tour | Second tour | Second tour |  |
| Candidat           | Candidat                   | Parti          | Voix         | %            | Voix        | %           |  |
| ------------------ | -------------------------- | -------------- | ------------ | ------------ | ----------- | ----------- |  |
|                    | Maxime Kalinsky élu        | PCF            | 24 033       | 31,81        | 37 908      | 51,43       |  |
|                    | Jean-Marie Poirier sortant | UDR (URP)      | 19 395       | 25,67        | 35 224      | 47,79       |  |
|                    | Olivier d'Ormesson         | MR (CNIP)      | 13 667       | 18,09        | 569         | 0,77        |  |
|                    | Jean-Michel Rosenfeld      | PS (UGSD)      | 10 083       | 13,34        | Retrait     | Retrait     |  |
|                    | Georges Duchesne           | MR             | 4 394        | 5,82         |             |             |  |
|                    | André Jondeau              | PSU            | 3 103        | 4,11         |             |             |  |
|                    | Claude Sidi                | LCR            | 885          | 1,17         |             |             |  |
|                    |                            |                |              |              |             |             |  |
| Inscrits           | Inscrits                   | Inscrits       | 92 375       | 100,00       | 92 546      | 100,00      |  |
| Abstentions        | Abstentions                | Abstentions    | 15 504       | 16,78        | 15 553      | 16,81       |  |
| Votants            | Votants                    | Votants        | 76 871       | 83,22        | 76 993      | 83,19       |  |
| Blancs et nuls     | Blancs et nuls             | Blancs et nuls | 1 311        | 1,71         | 3 292       | 4,28        |  |
| Exprimés           | Exprimés                   | Exprimés       | 75 560       | 98,29        | 73 701      | 95,72       |  |
| Source : Data.gouv |                            |                |              |              |             |             |  |

Le suppléant de Maxime Kalinsky était Julien Duranton, conseiller général du canton de Villeneuve-Saint-Georges, maire de Valenton.

### Élections de 1978
| Candidat       | Candidat                      | Parti          | Premier tour | Premier tour | Second tour | Second tour |  |
| Candidat       | Candidat                      | Parti          | Voix         | %            | Voix        | %           |  |
| -------------- | ----------------------------- | -------------- | ------------ | ------------ | ----------- | ----------- |  |
|                | Maxime Kalinsky sortant réélu | PCF            | 27 048       | 29,03        | 47 002      | 50,41       |  |
|                | Michel Lucas                  | UDF (PR)       | 22 157       | 23,78        | 46 241      | 49,59       |  |
|                | Francis Campuzan              | PS             | 18 624       | 19,99        | Retrait     | Retrait     |  |
|                | Alain Kaspereit               | RPR            | 16 152       | 17,33        |             |             |  |
|                | Georges Parisot               | Écologie 78    | 5 173        | 5,55         |             |             |  |
|                | Jean-Claude Nogrette          | LO             | 1 074        | 1,15         |             |             |  |
|                | Claude Chalaye                | FRP            | 1 004        | 1,08         |             |             |  |
|                | Gérard Garel                  | PSU (FA)       | 931          | 1,00         |             |             |  |
|                | Pascal Albertini              | LCR            | 605          | 0,65         |             |             |  |
|                | Marie Cottinet                | PFN            | 411          | 0,44         |             |             |  |
|                |                               |                |              |              |             |             |  |
| Inscrits       | Inscrits                      | Inscrits       | 114 560      | 100,00       | 114 557     | 100,00      |  |
| Abstentions    | Abstentions                   | Abstentions    | 20 016       | 17,47        | 18 389      | 16,05       |  |
| Votants        | Votants                       | Votants        | 94 544       | 82,53        | 96 168      | 83,95       |  |
| Blancs et nuls | Blancs et nuls                | Blancs et nuls | 1 363        | 1,44         | 2 925       | 3,04        |  |
| Exprimés       | Exprimés                      | Exprimés       | 93 181       | 98,56        | 93 243      | 96,96       |  |

Le suppléant de Maxime Kalinsky était Roger Gaudon, ancien Sénateur, maire de Villeneuve-Saint-Georges.

### Élections de 1981
| Candidat       | Candidat                | Parti                     | Premier tour | Premier tour | Second tour | Second tour |  |
| Candidat       | Candidat                | Parti                     | Voix         | %            | Voix        | %           |  |
| -------------- | ----------------------- | ------------------------- | ------------ | ------------ | ----------- | ----------- |  |
|                | Jean-Marie Poirier      | UDF (PR)                  | 27 535       | 33,70        | 36 397      | 42,85       |  |
|                | Paulette Nevoux élue    | PS                        | 23 138       | 28,32        | 48 539      | 57,15       |  |
|                | Maxime Kalinsky sortant | PCF                       | 21 727       | 26,59        | Retrait     | Retrait     |  |
|                | Catherine Bonnel        | MÉP                       | 3 020        | 3,70         |             |             |  |
|                | André Jondeau           | PSU                       | 1 946        | 2,38         |             |             |  |
|                | Jean-Claude Besse       | FRP                       | 1 418        | 1,73         |             |             |  |
|                | Bernard Marchand        | Divers droite (Gaulliste) | 1 186        | 1,45         |             |             |  |
|                | F. Moulin               | PFN                       | 656          | 0,80         |             |             |  |
|                | Jean-Maurice Duval      | Divers gauche (CG)        | 549          | 0,67         |             |             |  |
|                | Dominique Geindreau     | LO                        | 521          | 0,64         |             |             |  |
|                |                         |                           |              |              |             |             |  |
| Inscrits       | Inscrits                | Inscrits                  | 119 206      | 100,00       | 119 206     | 100,00      |  |
| Abstentions    | Abstentions             | Abstentions               | 35 710       | 29,96        | 32 341      | 27,13       |  |
| Votants        | Votants                 | Votants                   | 83 496       | 70,04        | 86 865      | 72,87       |  |
| Blancs et nuls | Blancs et nuls          | Blancs et nuls            | 1 800        | 2,16         | 1 929       | 2,22        |  |
| Exprimés       | Exprimés                | Exprimés                  | 81 696       | 97,84        | 84 936      | 97,78       |  |

Le suppléant de Paulette Nevoux était Jean Pécoup, enseignant, maire adjoint de Villeneuve-Saint-Georges.

### Élections de 1988
| Candidat       | Candidat                       | Parti          | Premier tour | Premier tour | Second tour | Second tour |  |
| Candidat       | Candidat                       | Parti          | Voix         | %            | Voix        | %           |  |
| -------------- | ------------------------------ | -------------- | ------------ | ------------ | ----------- | ----------- |  |
|                | Alain Griotteray sortant réélu | UDF (PR) (URC) | 15 312       | 45,99        | 19 377      | 55,75       |  |
|                | Claude Muller                  | PS             | 11 342       | 34,07        | 15 378      | 44,25       |  |
|                | Jean-François Ferrand          | FN             | 3 999        | 12,01        |             |             |  |
|                | Charles Lederman               | PCF            | 2 367        | 7,11         |             |             |  |
|                | Fernande Chambon               | POE            | 274          | 0,82         |             |             |  |
|                |                                |                |              |              |             |             |  |
| Inscrits       | Inscrits                       | Inscrits       | 51 588       | 100,00       | 51 588      | 100,00      |  |
| Abstentions    | Abstentions                    | Abstentions    | 17 823       | 34,55        | 16 119      | 31,25       |  |
| Votants        | Votants                        | Votants        | 33 765       | 65,45        | 35 469      | 68,75       |  |
| Blancs et nuls | Blancs et nuls                 | Blancs et nuls | 471          | 1,39         | 714         | 2,01        |  |
| Exprimés       | Exprimés                       | Exprimés       | 33 294       | 98,61        | 34 755      | 97,99       |  |

Le suppléant d'Alain Griotteray était Christian Cambon.

### Élections de 1993
| Candidat       | Candidat                       | Parti                      | Premier tour | Premier tour | Second tour | Second tour |  |
| Candidat       | Candidat                       | Parti                      | Voix         | %            | Voix        | %           |  |
| -------------- | ------------------------------ | -------------------------- | ------------ | ------------ | ----------- | ----------- |  |
|                | Alain Griotteray sortant réélu | UDF (PR)                   | 16 018       | 45,43        | 20 169      | 74,03       |  |
|                | Philippe Olivier               | FN                         | 5 655        | 16,04        | 7 074       | 25,97       |  |
|                | Raymond Riquier                | PS (ADFP)                  | 5 278        | 14,97        |             |             |  |
|                | Marie-Odile Bich               | GÉ (EÉ)                    | 3 647        | 10,34        |             |             |  |
|                | Gérard Streiff                 | PCF                        | 2 074        | 5,88         |             |             |  |
|                | Carmen Marchioro               | LT-LNÉ                     | 1 111        | 3,15         |             |             |  |
|                | Daniel Demarque                | LO                         | 671          | 1,9          |             |             |  |
|                | Jack Mallet                    | Divers gauche (Maj. prés.) | 582          | 1,65         |             |             |  |
|                | Patrick Roger                  | LCR                        | 225          | 0,64         |             |             |  |
|                |                                |                            |              |              |             |             |  |
| Inscrits       | Inscrits                       | Inscrits                   | 53 386       | 100,00       | 53 386      | 100,00      |  |
| Abstentions    | Abstentions                    | Abstentions                | 16 757       | 31,39        | 20 249      | 37,93       |  |
| Votants        | Votants                        | Votants                    | 36 629       | 68,61        | 33 137      | 62,07       |  |
| Blancs et nuls | Blancs et nuls                 | Blancs et nuls             | 1 368        | 3,73         | 5 894       | 17,79       |  |
| Exprimés       | Exprimés                       | Exprimés                   | 35 261       | 96,27        | 27 243      | 82,21       |  |

Le suppléant d'Alain Griotteray était Michel Herbillon, conseiller général, maire de Maisons-Alfort.

### Élections de 1997
| Candidat       | Candidat                 | Parti          | Premier tour | Premier tour | Second tour | Second tour |  |
| Candidat       | Candidat                 | Parti          | Voix         | %            | Voix        | %           |  |
| -------------- | ------------------------ | -------------- | ------------ | ------------ | ----------- | ----------- |  |
|                | Michel Herbillon élu     | UDF (PR)       | 9 126        | 26,24        | 19 495      | 56,48       |  |
|                | Raymond Riquier          | PS             | 7 620        | 21,91        | 15 022      | 43,52       |  |
|                | Alain Griotteray sortant | diss. UDF      | 6 552        | 18,84        |             |             |  |
|                | Philippe Olivier         | FN             | 5 183        | 14,9         |             |             |  |
|                | Fabienne Bruneau         | PCF            | 1 659        | 4,77         |             |             |  |
|                | Hélène Fanartzis         | Les Verts      | 1 611        | 4,63         |             |             |  |
|                | Annie Rieupet            | LO             | 889          | 2,56         |             |             |  |
|                | Jean-Luc Gourgeon        | MDC            | 560          | 1,34         |             |             |  |
|                | Gérard Mathieu           | MÉI            | 497          | 1,43         |             |             |  |
|                | Claire Danel             | US4J           | 349          | 1            |             |             |  |
|                | Bahia Idjouadiene        | Divers         | 314          | 0,9          |             |             |  |
|                | Michel Spagnol           | LCR            | 257          | 0,74         |             |             |  |
|                | Muriel Deslandes         | Divers         | 148          | 0,43         |             |             |  |
|                | Brice Espallargas        | Divers         | 10           | 0,03         |             |             |  |
|                |                          |                |              |              |             |             |  |
| Inscrits       | Inscrits                 | Inscrits       | 53 278       | 100,00       | 53 278      | 100,00      |  |
| Abstentions    | Abstentions              | Abstentions    | 17 354       | 32,57        | 16 633      | 31,22       |  |
| Votants        | Votants                  | Votants        | 35 924       | 67,43        | 36 645      | 68,78       |  |
| Blancs et nuls | Blancs et nuls           | Blancs et nuls | 1 149        | 3,2          | 2 128       | 5,81        |  |
| Exprimés       | Exprimés                 | Exprimés       | 34 775       | 96,8         | 34 517      | 94,19       |  |

Le suppléant de Michel Herbillon était Alain Bernard, fonctionnaire, maire adjoint de Charenton-le-Pont.

### Élections de 2002
|                | Michel Herbillon sortant réélu | UMP               | 20 360 | 55,72  |  |  |  |
|                | Magali Vergnet                 | PS                | 8 655  | 23,69  |  |  |  |
|                | Philippe Jallade               | FN                | 3 177  | 8,69   |  |  |  |
|                | Helena Fanartzis               | Les Verts         | 1 364  | 3,73   |  |  |  |
|                | Madeleine Lagane               | PCF               | 733    | 2,01   |  |  |  |
|                | Véronique Grandjacques         | LCR               | 519    | 1,42   |  |  |  |
|                | Béatrice Desmartin             | Pôle républicain  | 447    | 1,22   |  |  |  |
|                | Jean-François King             | LO                | 338    | 0,93   |  |  |  |
|                | Sandrine Leclercq              | Divers écologiste | 244    | 0,67   |  |  |  |
|                | Michel Viot                    | MNR               | 235    | 0,64   |  |  |  |
|                | Raymond Marchand               | MPF               | 205    | 0,56   |  |  |  |
|                | Jean-Jacques Guipont           | PT                | 157    | 0,43   |  |  |  |
|                | Martine Savary                 | CPNT              | 105    | 0,29   |  |  |  |
|                | Romain Mazenod                 | UDF               | 1      | 0      |  |  |  |
|                |                                |                   |        |        |  |  |  |
| Inscrits       | Inscrits                       | Inscrits          | 54 758 | 100,00 |  |  |  |
| Abstentions    | Abstentions                    | Abstentions       | 17 739 | 32,4   |  |  |  |
| Votants        | Votants                        | Votants           | 37 019 | 67,6   |  |  |  |
| Blancs et nuls | Blancs et nuls                 | Blancs et nuls    | 479    | 1,29   |  |  |  |
| Exprimés       | Exprimés                       | Exprimés          | 36 540 | 98,71  |  |  |  |

Le suppléant de Michel Herbillon était Jean-Marie Brétillon, maire de Charenton-le-Pont, conseiller général du canton de Charenton-le-Pont, pharmacien.

### Élections de 2007
|                | Michel Herbillon sortant réélu | UMP            | 20 502 | 53,23  |  |  |  |
|                | Eve Durquety                   | PS             | 8 792  | 22,83  |  |  |  |
|                | Marie-Hélène Rougeron          | UDF–MoDem      | 3 973  | 10,32  |  |  |  |
|                | Marie-Céleste Bruneaut         | FN             | 1 390  | 3,61   |  |  |  |
|                | Isabelle Agier                 | Les Verts      | 1 087  | 2,82   |  |  |  |
|                | Bila Traoré                    | LCR            | 857    | 2,23   |  |  |  |
|                | Malika Zediri                  | PCF            | 825    | 2,14   |  |  |  |
|                | Liliane Sujanszky              | MHAN           | 360    | 0,93   |  |  |  |
|                | Jean-Francois King             | LO             | 266    | 0,69   |  |  |  |
|                | Annick Larue                   | Divers         | 248    | 0,64   |  |  |  |
|                | Norbert Dupont                 | MNR            | 211    | 0,55   |  |  |  |
|                | Michel Deslandes               | Divers         | 2      | 0,01   |  |  |  |
|                |                                |                |        |        |  |  |  |
| Inscrits       | Inscrits                       | Inscrits       | 61 608 | 100,00 |  |  |  |
| Abstentions    | Abstentions                    | Abstentions    | 22 691 | 36,83  |  |  |  |
| Votants        | Votants                        | Votants        | 38 917 | 63,17  |  |  |  |
| Blancs et nuls | Blancs et nuls                 | Blancs et nuls | 404    | 1,04   |  |  |  |
| Exprimés       | Exprimés                       | Exprimés       | 38 513 | 98,96  |  |  |  |

### Élections de 2012
| Candidat       | Candidat                       | Parti             | Premier tour | Premier tour | Second tour | Second tour |  |
| Candidat       | Candidat                       | Parti             | Voix         | %            | Voix        | %           |  |
| -------------- | ------------------------------ | ----------------- | ------------ | ------------ | ----------- | ----------- |  |
|                | Michel Herbillon sortant réélu | UMP               | 20 689       | 46,98        | 23 536      | 56,40       |  |
|                | Patricia Richard               | PS                | 14 266       | 32,40        | 18 192      | 43,60       |  |
|                | Pierrette Gracieux             | FN                | 3 077        | 6,99         |             |             |  |
|                | Fatima Sénéchal-Hamami         | FG (PCF)          | 2 411        | 5,48         |             |             |  |
|                | Marie-Amélie Bertin            | EÉLV              | 1 308        | 2,97         |             |             |  |
|                | Nicole Martin                  | MoDem             | 936          | 2,13         |             |             |  |
|                | Anne Ginieis                   | DLR               | 339          | 0,77         |             |             |  |
|                | Liliane Sujanszky              | MHAN              | 289          | 0,66         |             |             |  |
|                | Arthur Riedacker               | MRC               | 201          | 0,46         |             |             |  |
|                | Marie-Hélène Adelis            | Divers écologiste | 179          | 0,41         |             |             |  |
|                | Bila Traoré                    | NPA               | 162          | 0,37         |             |             |  |
|                | Jean-François King             | LO                | 139          | 0,32         |             |             |  |
|                | Grégoire Coustenoble           | CNIP              | 39           | 0,09         |             |             |  |
|                |                                |                   |              |              |             |             |  |
| Inscrits       | Inscrits                       | Inscrits          | 73 789       | 100,00       | 73 789      | 100,00      |  |
| Abstentions    | Abstentions                    | Abstentions       | 29 355       | 39,78        | 31 247      | 42,35       |  |
| Votants        | Votants                        | Votants           | 44 434       | 60,22        | 42 542      | 57,65       |  |
| Blancs et nuls | Blancs et nuls                 | Blancs et nuls    | 399          | 0,9          | 814         | 1,91        |  |
| Exprimés       | Exprimés                       | Exprimés          | 44 035       | 99,1         | 41 728      | 98,09       |  |

### Élections de 2017
|                                                                              |                                                                                           |                           |                           |                          |                          |
|                                                                              |                                                                                           | Premier tour 11 juin 2017 | Premier tour 11 juin 2017 | Second tour 18 juin 2017 | Second tour 18 juin 2017 |
|                                                                              |                                                                                           |                           |                           |                          |                          |
|                                                                              |                                                                                           | Nombre                    | % des inscrits            | Nombre                   | % des inscrits           |
| Inscrits                                                                     | Inscrits                                                                                  | 76 748                    | 100,00                    | 76 749                   | 100,00                   |
| Abstentions                                                                  | Abstentions                                                                               | 34 289                    | 44,68                     | 38 676                   | 50,39                    |
| Votants                                                                      | Votants                                                                                   | 42 459                    | 55,32                     | 38 073                   | 49,61                    |
|                                                                              |                                                                                           |                           | % des votants             |                          | % des votants            |
| Bulletins blancs                                                             | Bulletins blancs                                                                          | 282                       | 0,66                      | 1 793                    | 4,71                     |
| Bulletins nuls                                                               | Bulletins nuls                                                                            | 139                       | 0,33                      | 573                      | 1,51                     |
| Suffrages exprimés                                                           | Suffrages exprimés                                                                        | 42 038                    | 99,01                     | 35 707                   | 93,79                    |
|                                                                              |                                                                                           |                           |                           |                          |                          |
| Candidat Étiquette politique (partis et alliances)                           | Candidat Étiquette politique (partis et alliances)                                        | Voix                      | % des exprimés            | Voix                     | % des exprimés           |
|                                                                              |                                                                                           |                           |                           |                          |                          |
|                                                                              | Michel Herbillon (député sortant) Les Républicains (Union des démocrates et indépendants) | 15 348                    | 36,51                     | 20 706                   | 57,99                    |
|                                                                              | Jennifer Douieb-Nahon La République en marche                                             | 14 181                    | 33,73                     | 15 001                   | 42,01                    |
|                                                                              | Renaud Péquignot La France insoumise                                                      | 4 187                     | 9,96                      |                          |                          |
|                                                                              | Rémi Houley Europe Écologie Les Verts                                                     | 1 980                     | 4,71                      |                          |                          |
|                                                                              | Marie-Odile Enon Front national                                                           | 1 970                     | 4,69                      |                          |                          |
|                                                                              | Sophie Gallais Parti socialiste                                                           | 1 922                     | 4,57                      |                          |                          |
|                                                                              | Sylvie Gackière Divers (Parti animaliste)                                                 | 717                       | 1,71                      |                          |                          |
|                                                                              | Fatima Khallouk Parti communiste français                                                 | 502                       | 1,19                      |                          |                          |
|                                                                              | Marie-Odile Ghanem Debout la France                                                       | 251                       | 0,60                      |                          |                          |
|                                                                              | Anne Dupuy Divers droite (Parti chrétien-démocrate)                                       | 226                       | 0,54                      |                          |                          |
|                                                                              | Jean-Luc Lalorgue Divers (Union populaire républicaine)                                   | 215                       | 0,51                      |                          |                          |
|                                                                              | Gary Roustan Divers (Parti du vote blanc)                                                 | 202                       | 0,48                      |                          |                          |
|                                                                              | Pierre-Éric Gillard Lutte ouvrière                                                        | 186                       | 0,44                      |                          |                          |
|                                                                              | Patrick Grange Divers droite (577-Les Indépendants)                                       | 151                       | 0,36                      |                          |                          |
|                                                                              | Patrick Leiseing Écologiste (Alliance écologiste indépendante)                            | 0                         | 0,00                      |                          |                          |
| Source : Ministère de l'Intérieur - Huitième circonscription du Val-de-Marne |                                                                                           |                           |                           |                          |                          |

La suppléante de Michel Herbillon était Marie-Hélène Magne, DVD, première adjointe au maire de Charenton-le-Pont.

### Élections de 2022
|                    |                                                                               |                           |                           |                          |                          |
|                    |                                                                               | Premier tour 12 juin 2022 | Premier tour 12 juin 2022 | Second tour 19 juin 2022 | Second tour 19 juin 2022 |
|                    |                                                                               |                           |                           |                          |                          |
|                    |                                                                               | Nombre                    | % des inscrits            | Nombre                   | % des inscrits           |
| Inscrits           | Inscrits                                                                      | 78 513                    | 100                       | 78 529                   | 100                      |
| Abstentions        | Abstentions                                                                   | 35 939                    | 45,77                     | 36 613                   | 46,62                    |
| Votants            | Votants                                                                       | 42 574                    | 54,23                     | 41 916                   | 53,38                    |
|                    |                                                                               |                           | % des votants             |                          | % des votants            |
| Bulletins blancs   | Bulletins blancs                                                              | 362                       | 0,85                      | 1 027                    | 2,45                     |
| Bulletins nuls     | Bulletins nuls                                                                | 141                       | 0,33                      | 364                      | 0,87                     |
| Suffrages exprimés | Suffrages exprimés                                                            | 42 071                    | 98,82                     | 40 525                   | 96,68                    |
|                    |                                                                               |                           |                           |                          |                          |
|                    | Michel Herbillon* Les Républicains                                            | 15 767                    | 37,48                     | 25 641                   | 63,27                    |
|                    | Erik Pagès Nouvelle Union populaire écologique et sociale La France insoumise | 11 847                    | 28,16                     | 14 884                   | 36,73                    |
|                    | Emmanuelle Wargon Ensemble La République en marche                            | 7 964                     | 18,93                     |                          |                          |
|                    | Élisabeth Vuillard Rassemblement national                                     | 2 240                     | 5,32                      |                          |                          |
|                    | Olivier Buclin Reconquête                                                     | 1 719                     | 4,09                      |                          |                          |
|                    | Alexandre Scotto Parti animaliste                                             | 933                       | 2,22                      |                          |                          |
|                    | Stéphanie Hugon Place publique                                                | 799                       | 1,90                      |                          |                          |
|                    | Franck Chalendar Les Patriotes                                                | 399                       | 0,95                      |                          |                          |
|                    | Amandine Cheyns Lutte ouvrière                                                | 246                       | 0,58                      |                          |                          |
|                    | Mickaël Mourlin Parti ouvrier indépendant démocratique                        | 156                       | 0,37                      |                          |                          |
|                    | Zohra Lamimi Parti communiste français diss.                                  | 1                         | 0,00                      |                          |                          |
| * Député sortant   |                                                                               |                           |                           |                          |                          |

Le suppléant de Michel Herbillon était Hervé Gicquel, maire de Charenton-le-Pont.

### Élections de 2024
| Candidat                 | Candidat                 | Parti et coalition       | Nuance                   | Premier tour | Premier tour | Second tour | Second tour |
| Candidat                 | Candidat                 | Parti et coalition       | Nuance                   | Voix         | %            | Voix        | %           |
| ------------------------ | ------------------------ | ------------------------ | ------------------------ | ------------ | ------------ | ----------- | ----------- |
|                          | Michel Herbillon*        | LR                       | LR                       | 24 722       | 44,13        | 30 568      | 58,44       |
|                          | João Martins Pereira     | PS (NFP)                 | UG                       | 20 658       | 36,88        | 21 743      | 41,56       |
|                          | Raphaël Turpin           | RN                       | RN                       | 9 085        | 16,22        |             |             |
|                          | Olivier Buclin           | REC                      | REC                      | 1 009        | 1,80         |             |             |
|                          | Amandine Cheyns          | LO                       | EXG                      | 546          | 0,97         |             |             |
|                          |                          |                          |                          |              |              |             |             |
| Votes valides            | Votes valides            | Votes valides            | Votes valides            | 56 020       | 98,66        | 52 311      | 97,31       |
| Votes blancs             | Votes blancs             | Votes blancs             | Votes blancs             | 528          | 0,93         | 1 037       | 1,93        |
| Votes nuls               | Votes nuls               | Votes nuls               | Votes nuls               | 230          | 0,41         | 409         | 0,76        |
| Total                    | Total                    | Total                    | Total                    | 56 778       | 100          | 53 757      | 100         |
| Abstention               | Abstention               | Abstention               | Abstention               | 20 262       | 26,30        | 23 263      | 30,20       |
| Inscrits / participation | Inscrits / participation | Inscrits / participation | Inscrits / participation | 77 040       | 73,70        | 77 020      | 69,80       |

Le suppléant de Michel Herbillon est Hervé Gicquel.

#### Département du Val-de-Marne
- La fiche de l'INSEE de cette circonscription : « Tableaux et Analyses de la huitième circonscription du Val-de-Marne », sur insee.fr, site de l'Institut national de la statistique et des études économiques (consulté le 10 juin 2007) [PDF]

- « Tous les députés du département du Val-de-Marne depuis 1789 », sur assemblee-nationale.fr, site de l'Assemblée nationale française (consulté le 10 juin 2007)

- « Informations contentieuses sur le département du Val-de-Marne (Élections législatives de 2002) »(Archive.org • Wikiwix • Archive.is • Google • Que faire ?), sur conseil-constitutionnel.fr, site du Conseil constitutionnel (consulté le 13 juin 2007)

#### Circonscriptions en France
- « Carte des circonscriptions législatives en France », sur assemblee-nationale.fr, site de l'Assemblée nationale française (consulté le 10 juin 2007)

- « Résultats électoraux officiels en France », sur interieur.gouv.fr, site du ministère de l'Intérieur (France) (consulté le 13 juin 2007)
- Description et Atlas des circonscriptions électorales de France sur http://www.atlaspol.com, Atlaspol, site de cartographie géopolitique, consulté le 13 juin 2007.